# مانفرد فرانک
مانفرد فرانک فیلسوف آلمانی و استاد بازنشسته دانشگاه توبینگن است. حیطهٔ فعالیت‌های علمی وی ایدئالیسم آلمانی، رمانتیسم و مسائلی چون خودآگاهی و سوبژکتیویتیسم می‌باشد.

## زندگی شخصی و علمی
پروفسور مانفرد فرانک به سال ١٩۴۵ در شهر اِلبرفلد آلمان متولد شد.برای تحصیل به دانشگاه هایدلبرگ رفت و زیرنظر فلاسفهٔ بزرگی چون هانس گئورگ گادامر، کارل لویت، دیتر هنریش و ارنست توگندهات پرورش یافت.

او تاکنون در این سه دانشگاه تدریس داشته است: دانشگاه دوسلدورف، ژنو و درنهایت دانشگاه توبینگن.
مانفرد فرانک از مهمترین متفکران متخصصِ عصر ایدئالیسم آلمانی و جنبش رمانتیسیم است و آثار وی نیز احاطهٔ کامل او را بر این دوره از فلسفه آلمان نشان می‌دهد.همچنین فلسفهٔ ادبیات نیز از دیگر علایق او می‌باشد.
مانفرد فرانک عضو رسمی گروه "شعر و هرمنوتیک " آلمان و آکادمی علوم انسانی دانشگاه هایدلبرگ می‌باشد.